# Lechea racemulosa
Lechea racemulosa är en solvändeväxtart som beskrevs av Jean-Baptiste de Lamarck. Lechea racemulosa ingår i släktet Lechea och familjen solvändeväxter. Inga underarter finns listade i Catalogue of Life.